# 羽鳃鲹
羽鳃鲹（学名：Ulua mentalis）为輻鰭魚綱鱸形目鱸亞目鲹科羽鳃鲹属的鱼类。分布于南洋群岛、澳大利亚、南太平洋以及中国南海等海域。

## 分類及命名
本種由法國著名博物學家喬治·庫維爾（Georges Cuvier）在其1833年的《自然哲學史詩》（Histoire Naturelle des Poissons）中首次科學地描述。 Cuvier根據厄立垂亞港口城市馬薩瓦附近從紅海採集的模式種標本進行了描述，將該物種命名為Caranx mentalis。1908年，美國魚類學家David Starr Jordan和John Snyder描述了Ulua richardsoni，並在此過程中為該物種建立了一個新的屬。隨後的審查表明，新屬的命名是正確的，但是發現U. richardoni是C. psychis的同義詞。 ICZN規則規定第一個描述優先，因此目前接受了Ulua mentalis的組合。

## 分布
本種分布於印度西太平洋區，從東非、馬達加斯加至台灣、澳洲等海域。

## 特徵
本魚體呈長圓形體且側扁，前額的凸起隨著年齡而明顯增加，下顎伸出上顎，產生明顯的「下巴」，頜骨包含窄帶的絨毛狀牙齒，舌頭上沒有牙齒，有2個背鰭，背鰭硬棘9枚、背鰭軟條 21-22枚、臀鰭硬棘3枚、臀鰭軟條17-18枚，第二背鰭及臀鰭軟條呈絲狀延伸，隨年齡增加而縮短，胸鰭呈鐮刀狀，體色藍綠色到橄欖綠色，從上面褪色到下面的銀白色。在大型個體的上鰓蓋上散布黑色斑點，在較小的標本中，臉頰、下顎、口腔和舌頭都是銀色。第一背鰭呈暗色至黑色，第二背鰭和臀鰭呈暗淡至淡綠色，尾鰭是深色，稚魚身體可能有7-8個黑色垂直交叉條紋，體長可達100公分。

## 生態及經濟利用
主要棲息在沿海的礁石區，屬肉食性，以魚類及甲殼類為食，為具商業性的食用魚及遊釣魚，通常以刺網、拖網或鉤釣捕獲。